# Constitución Política de la República Peruana de 1828
La Constitución Política de la República Peruana de 1828 fue la tercera carta política de la República Peruana, discutida y aprobada por el segundo Congreso General Constituyente del Perú y promulgada el 18 de marzo de 1828 por el presidente Constitucional de la República, mariscal José de La Mar. Era de carácter liberal y rigió hasta el 10 de junio de 1834. Pese a su breve duración, su importancia radica en que puso las bases constitucionales del Perú, sirviendo de modelo a las siguientes constituciones, a lo largo de casi un siglo. Por ello, el jurista peruano Manuel Vicente Villarán la llamó «la madre de todas nuestras constituciones».

## Antecedentes
El Primer Congreso Constituyente del Perú, instalado en 1822, discutió y aprobó en 1823 la primera Constitución Política del Perú, de carácter liberal, pero la misma fue suspendida un día antes de su promulgación para que no interfiriera en la labor del libertador Bolívar, que se hallaba en preparativos de la campaña final de la independencia del Perú. Consolidada esta, el Congreso prorrogó la dictadura de Bolívar, quien redactó una nueva Constitución para el Perú, la llamada Constitución Vitalicia, cuya aprobación fue sometida a los colegios electorales de la República en 1826. Aprobada unánimemente por este cuestionable procedimiento, la Constitución Vitalicia (llamada así porque creaba la figura de un Presidente vitalicio) fue jurada el 9 de diciembre de 1826, segundo aniversario de la batalla de Ayacucho.
Tras la caída del régimen bolivariano o vitalicio, a fines de enero de 1827, un acta firmada por el Cabildo de Lima negó que los colegios electorales tuvieran facultades legales para examinar y aprobar proyectos constitucionales, por lo que se dejó en suspenso la Constitución Vitalicia. Provisionalmente asumió el mando político el Consejo de Estado, presidido por el general Andrés de Santa Cruz. De acuerdo con dicha acta del Cabildo, Santa Cruz decretó la convocatoria de un Congreso Constituyente, con arreglo a la carta constitucional de 1823, y cuya misión sería decidir sobre la Constitución a implantarse, así como la elección del Presidente de la República

## El Congreso Constituyente de 1827

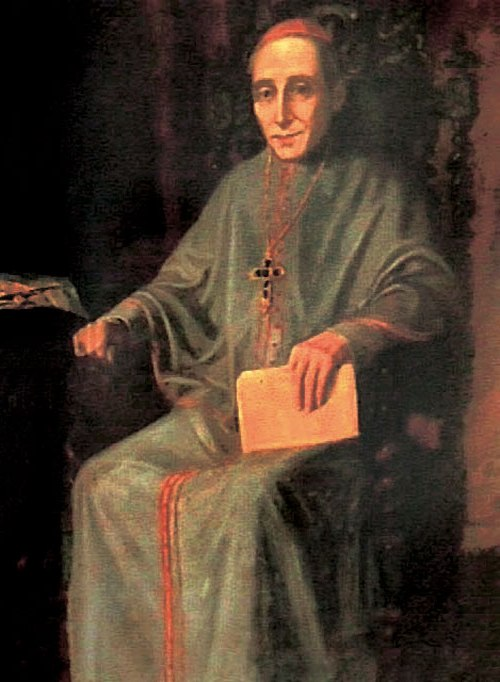
Francisco Xavier de Luna Pizarro, presidente del Congreso Constituyente de 1827 a 1828.

El Congreso General Constituyente del Perú (el segundo de la historia republicana peruana) se instaló el 4 de junio de 1827, con 83 diputados elegidos por provincias, incluyendo a Maynas. Su primer presidente fue el clérigo Francisco Xavier de Luna Pizarro. En armonía con el decreto que le diera origen, este Congreso derogó la Constitución Vitalicia, repuso en parte la Constitución de 1823 e inició la discusión de una nueva carta. Si bien sus bases fueron tomadas de la Constitución de 1823, se las enriqueció con las instituciones legales que la experiencia aconsejaba.
En cuanto a la elección presidencial, resultó triunfador el mariscal José de La Mar, contando con el apoyo de Luna y los liberales. A La Mar se le considera como el primer presidente constitucional del Perú.
Un importante tema que se discutió en esta Constituyente fue la aplicabilidad del sistema federal. Luego de arduos debates, los legisladores consideraron que aún no era conveniente implantar ese sistema, que a su juicio podría favorecer la anarquía y la fragmentación territorial, teniendo en cuenta el peligro internacional que todavía representaba Bolívar y la Gran Colombia en el norte. Pero como teóricamente eran partidarios del federalismo, crearon las juntas departamentales, que debían ser la base de futuros parlamentos, y establecieron que cinco años después la Constitución debía ser reformada, suponiendo que ya para entonces se verían resultados que hicieran factible la instauración del federalismo. Por el momento triunfó pues, el régimen unitario.

## Aprobación y promulgación
Los congresistas dieron la nueva Constitución el 18 de marzo de 1828, siendo promulgada el mismo día por el presidente La Mar. Su juramentación pública, fijada para el día 5 de abril, fue diferida a raíz de un tremendo terremoto que asoló Lima el 30 de marzo. La ceremonia se realizó finalmente el 18 de abril, en los cuatro ángulos de la Plaza Mayor, en la plazuela de la Constitución y en las plazuelas de San Marcelo y San Lázaro. La ciudad se hallaba intransitable por los escombros.

## Estructura

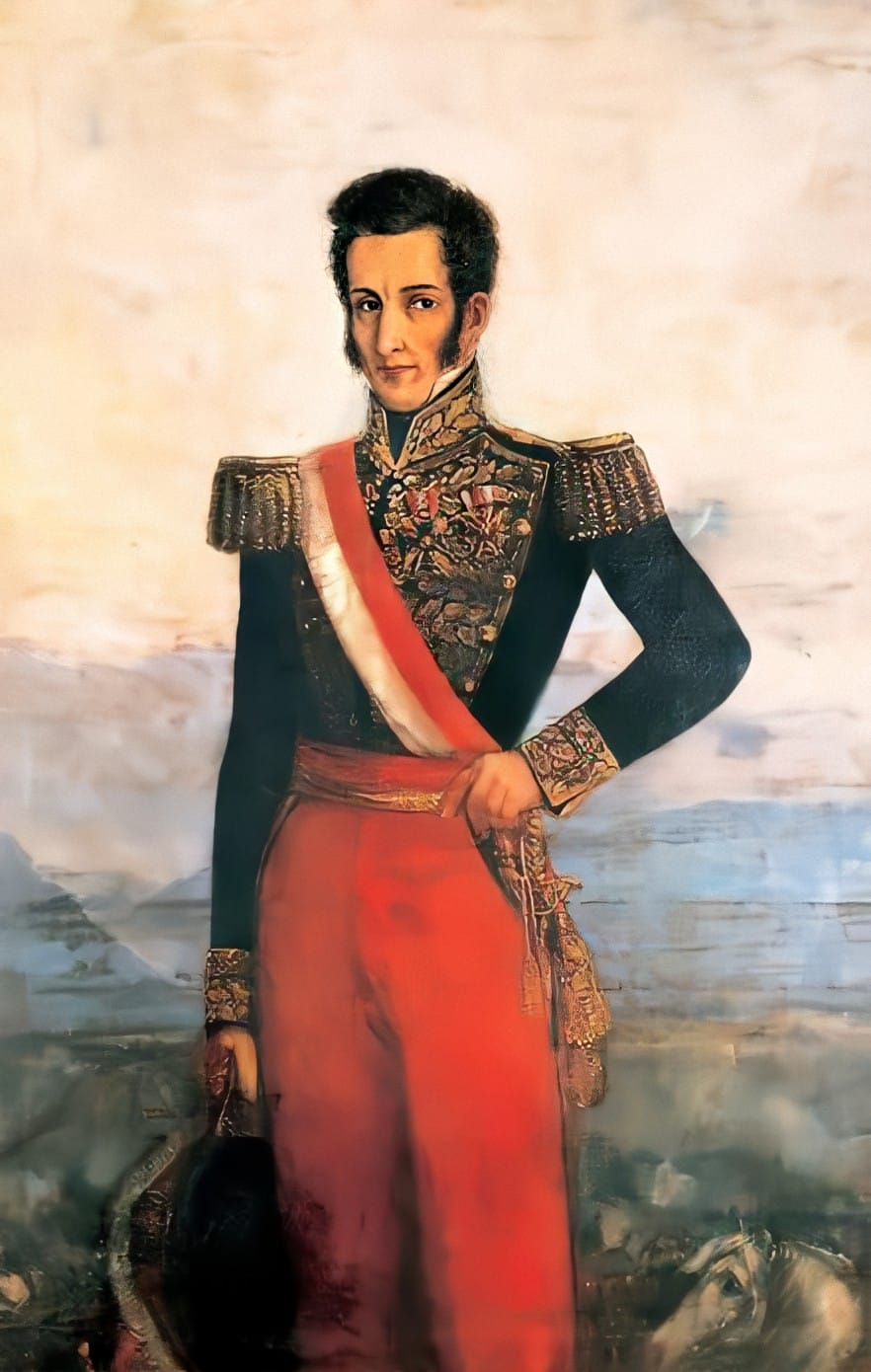
José de La Mar, presidente Constitucional del Perú, que promulgó la Constitución de 1828.

Constaba de 182 artículos ordenados en 10 títulos.
- Título I: De la nación y de su religión.
- Título II: De ciudadanía.
- Título III: De la forma de gobierno.
- Título IV: Del Poder Legislativo.
  - Cámara de Diputados.
  - Cámara de Senadores.
  - Atribuciones comunes de las dos cámaras.
  - Atribuciones del Congreso.
  - Formación y promulgación de las leyes.
  - Juntas Departamentales.
- Título V: Poder Ejecutivo.
  - Del Consejo de Estado.
  - Ministros de Estado.
- Título VI: Poder Judicial.
  - Corte Suprema de Justicia.
  - Cortes Superiores de Justicia.
  - Jurados de Primera Instancia
  - De la administración de justicia.
- Título VII: Régimen interior de la República.
  - Municipalidades.
- Título VIII: Fuerza pública.
- Título IX: Disposiciones generales.
- Título X: Observancia de la Constitución y su revisión.

## Principales disposiciones
La constitución liberal de 1828 establecía lo siguiente:
- La soberanía radicaría en los poderes del estado que serían tres: Legislativo, Ejecutivo y Judicial. En la estructuración de estos poderes sirvió de inspiración el modelo norteamericano (la carta de 1823 se había inspirado en la Constitución de la Revolución Francesa y la de 1826 en la Constitución Napoleónica del año VIII.
  - El Poder Legislativo sería de orden bicameral, es decir, con dos cámaras, la de Senadores y la de Diputados, cuya renovación se efectuaría cada dos años por tercios y mitades, respectivamente. Los diputados representaban a las provincias y los senadores a los departamentos. Se debían reunir anualmente.
  - El Poder Judicial se organizaría sobre la base de la Corte Suprema de Justicia, a las cortes superiores y a los juzgados.
  - El Poder Ejecutivo estaría representado por el presidente de la República, cuyo período de gobierno sería de cuatro años. Le acompañaba un Vicepresidente, que debía reemplazarlo en los casos específicamente señalados; en su defecto, asumía el poder el presidente del Senado. La elección del Presidente y el vicepresidente era de forma indirecta, por los colegios electorales. La reelección presidencial inmediata se permitía por una sola vez.
- Se creó un Consejo de Estado, formado por diez senadores. Funcionaria durante el receso del Congreso y su misión sería observar y asesorar al poder ejecutivo.
- Se buscó la descentralización gubernamental sobre la base de la puesta en vigencia de las juntas departamentales. Se quiso así satisfacer y atenuar las tendencias federalistas.
- Se reconoció a la religión católica como la única del estado peruano, prohibiéndose todo culto diferente.
- Se reglamentó las elecciones municipales y se restableció la ley de la imprenta.
- Se abolieron ciertos rezagos de la vida colonial, como los empleos hereditarios, mayorazgos, vinculaciones y privilegios.
- Se autorizó la prisión por deudas, pero se suprimió las penas infamantes.
- Se autorizó al Presidente de la República suspender las garantías constitucionales e investirse de facultades extraordinarias, por un tiempo determinado y con cargo de informar al Congreso acerca de las medidas adoptadas durante el ejercicio de dichas facultades. Esta innovación pareció peligrosa a los defensores de la doctrina pura, porque así existía el peligro de impulsar al mandatario hacia la dictadura, pero se la aceptó para afianzar el principio de autoridad, en cuanto fuera necesario para el mantenimiento del orden.

## Vigencia
Los legisladores acordaron que luego de cinco años debía reunirse una Convención Nacional con la misión de hacer una reforma constitucional de manera total o parcial. En el mismo texto constitucional quedó consignada tal disposición:

Art. 177º.- En julio del año de mil ochocientos treinta y tres se reunirá una Convención Nacional, autorizada para examinar y reformar en todo o en parte esta Constitución.

 La razón que se arguyó para ello fue que en el lapso de cinco años la experiencia daría mejores ideas para administrar la República y por lo tanto al cumplirse dicho período sería necesario realizar cambios o reformas. Aunque en realidad, el principal interés era dar tiempo para la instalación de un régimen federal, como ya se ha dicho.
En cumplimiento a esa disposición se reunió en 1833 una Convención Nacional, que dio una nueva Constitución, la de 1834, igualmente de carácter liberal. La de 1828 duró, pues, solo cinco años y unos meses.